# Wilhelm Berning

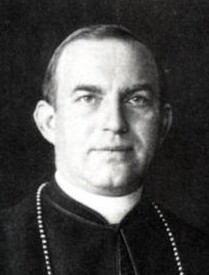
Wilhelm Berning zu Beginn seines Episkopats

Hermann Wilhelm Berning (* 26. März 1877 in Lingen (Ems); † 23. November 1955 in Osnabrück) war von 1914 bis 1955 Bischof von Osnabrück sowie Apostolischer Vikar für das Apostolische Vikariat des Nordens (bis 1929). Politisch wird er als borussisch-deutschnational eingeschätzt; seine Haltung zum NS-Regime ist unter Historikern umstritten.

## Leben
Wilhelm Berning wuchs in Lingen als Sohn des Tischlermeisters Johann Bernhard Berning (1842–1881) und dessen Ehefrau Carolina Elisabeth geb. Rosemeyer (1845–1926) auf. Wilhelm Berning bestand 1895 die Reifeprüfung am Georgianum in Lingen. Anschließend studierte er in Münster und Breslau Philosophie, Katholische Theologie und Geschichte. Als Student war er aktives Mitglied der katholischen Studentenvereine Germania Münster und Unitas Breslau im KV. Die Priesterweihe empfing Berning am 10. März 1900 im Dom St. Peter in Osnabrück. 1901 promovierte er zum Dr. theol. in Münster und wurde schließlich Oberlehrer am Gymnasium zu Meppen. Seit seiner Zeit in Meppen war Berning aktives Zentrumsmitglied.

### Bischofsamt

Bischofswappen von Wilhelm Berning

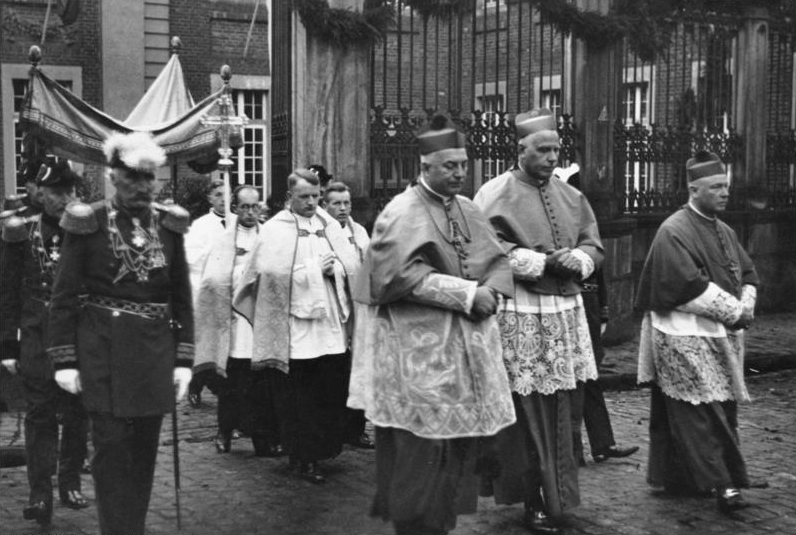
Berning (vorne links) bei der Bischofsweihe von Galens in Münster 1933

Das Domkapitel wählte ihn am 26. Mai 1914 zum Bischof von Osnabrück. Die Bischofsweihe spendete ihm am 29. September 1914 Bischof Adolf Bertram von Hildesheim in der Hohen Domkirche zu Osnabrück; Mitkonsekratoren waren der Münsteraner Bischof Johannes Poggenburg und der Münsteraner Weihbischof Theodor Kappenberg. Sein Wahlspruch Caritas Christi urget („Die Liebe Christi drängt“) entstammt dem zweiten Korintherbrief (2 Kor 5,14 ). 1916 gründet Berning den Caritasverband für die Diözese Osnabrück. Mit dem Preußenkonkordat von 1929 wurde das Bistum Osnabrück um die Restgebiete des Apostolischen Vikariats des Nordens erweitert, das schon vorher dem Bischof von Osnabrück in Personalunion unterstanden hatte. Berning bemühte sich intensiv um den Ausbau der Seelsorge in diesen weiträumigen Diasporagebieten.
Nach dem Ende des Ersten Weltkriegs gründete er die Ordensgemeinschaft der Missionsschwestern vom heiligen Namen Mariens als Kongregation bischöflichen Rechts. Die Gemeinschaft entstand als Auffanginstitut für deutsche Postulantinnen und Novizinnen der Maristen-Missionsschwestern in Lyon, die wegen des Kriegs nicht in Frankreich bleiben konnten. Für den Einsatz in der Diaspora und der Mission gegründet, weitete sich die Tätigkeit des Ordens noch zu Bernings Lebzeiten auf Schweden aus. Später entstanden Niederlassungen in Brasilien (ab 1956) und Paraguay (ab 1998).
Bernings Haltung zu den Juden ist Gegenstand der Forschungsdebatte. Der Theologe Hubert Wolf weist darauf hin, dass Berning Mitglied der Amici Israel, einer judenfreundlichen Vereinigung in der katholischen Kirchenhierarchie, gewesen sei, zugleich aber war Bernings Haltung durchgehend von einem traditionellen, ungebrochen starken Antijudaismus bestimmt, den er später in Predigten mit der rassenideologischen Judenfeindlichkeit der Nationalsozialisten kombinierte.
In den Jahren 1930 bis Anfang 1933 stärkte Berning nach Einschätzung seines Biographen Klemens-August Recker innerhalb des westdeutschen Bischofskollegiums die Ablehnung der NSDAP und des Nationalsozialismus. 1932 sprach er sich als Osnabrücker Bischof öffentlich für die Wahl Paul von Hindenburgs zum Reichspräsidenten aus. Dem Kabinett Franz von Papens stand er laut Recker misstrauisch gegenüber. 1931 wurde er zum Päpstlichen Thronassistenten ernannt.

### Drittes Reich
Im April 1933 begrüßte er mit anderen deutschen Bischöfen den neuen, nationalsozialistischen Staat und forderte alle Gläubigen zur Ehrfurcht und zum Gehorsam gegenüber dem neuen System auf. Berning steckte in dieser Zeit nach Ansicht seines Biographen Klemens-August Recker in dem Dilemma, zwischen der Gehorsamspflicht des Christen gegenüber der staatlichen Obrigkeit einerseits und dem Kampf gegen die christenfeindliche Weltanschauung der NSDAP entscheiden zu müssen. Nach einem Treffen mit Adolf Hitler am 26. April 1933 äußerte er die Hoffnung, dass „die Sittlichkeit gehoben und der Kampf gegen Bolschewismus und Gottlosigkeit“ geführt werde. Im Juli 1933 ernannte ihn Hermann Göring zum Preußischen Staatsrat. Berning ließ anschließend in einer Presseerklärung verlauten: „Die deutschen Bischöfe haben schon längst den neuen Staat bejaht …. In diesem Sinne werde ich nichts unversucht lassen, dem neuen Staat nicht allein mit Worten Beweise meiner Treue zu geben“ und fügte hinzu: „Wir dienen dem Staat mit heißer Liebe und mit allen unseren Kräften.“ Mit diesem Amt verband Berning nach Ansicht Reckers das Ziel, die Freiheit der Kirche gegenüber dem Staat zu sichern. Im September 1933 sagte er auf dem Katholikentag in Bremen: „In unserer heiligen katholischen Kirche haben wir das Führerprinzip bereits von dem Stifter unserer Kirche Jesus Christus erhalten.“ Der Historiker Rudolf von Thadden bezeichnet Bernings Haltung in der Anfangsphase der NS-Herrschaft als „für die ,nationale Erneuerung‘ aufgeschlossen“.
Anfang 1934 änderte Berning seine Ansicht zum NS-Regime und äußerte sich in Predigten im Osnabrücker Dom zunehmend kritisch (siehe auch Friedrich Murawski). Diese Entwicklung sieht Holger Wilken als typisch für die kirchlichen Amtsträger in Deutschland; sie deckt sich mit den allgemeinen Erkenntnissen des Kirchenhistorikers Klaus Scholder über 1934 als dem „Jahr der Ernüchterung“.
Aufsehen erregte Berning 1936 mit einem Besuch im Emslandlager Aschendorfermoor. In einer später immer wieder zitierten Rede soll der Bischof gesagt haben: „Lange lag das Emsland im Dornröschenschlaf, bis der Prinz kam und es weckte; dieser Prinz ist unser Führer Adolf Hitler.“ Der Historiker Klemens-August Recker stellt in seiner Biographie Bernings anhand von Indizien die These auf, dieses Zitat sei Berning nur in den Mund gelegt worden, wie der ganze Besuch von der Propagandamaschinerie für die bevorstehenden Olympischen Spiele in Berlin instrumentalisiert worden sei, eine Lesart, die der Soziologe Bernhard Haupert für „[ü]berzeugend“ hält. Auch der englische Kirchenhistoriker Owen Chadwick hält Reckers Quellenkritik für aufschlussreich: Bernings Besuch sei außerhalb Deutschlands als Anerkennung des NS-Lagersystems verstanden und in diesem Sinne von der NS-Presse ausgeschlachtet worden. Der Historiker Holger Wilken sieht in Reckers Darstellung allerdings keine „schlüssige Interpretation“.
Berning, für Wilken gekennzeichnet durch „extreme[n] Nationalismus“, wünschte im September 1939 „Gottes Segen“ für „unsere Kriegsmacht“ und sah sich nach wie vor als „Brückenbauer zum neuen Staat“ (Wilken), ging allerdings nach der in den 1940er Jahren einsetzenden Verfolgung und KZ-Haft katholischer Priester auf stärkere Distanz. In einer Predigt am 8. Juni 1941 in Rulle äußerte Berning öffentlich Protest dagegen, dass „der Schutz menschlichen Lebens“ in Deutschland nicht mehr beachtet werde. Damit gehörte er, wie der Historiker Winfried Süß urteilt, zu den wenigen kirchlichen Amtsträgern, die sich öffentlich gegen das „rassenhygienische“ Euthanasieprogramm des Regimes stellten, zeitlich vor dem Münsteraner Bischof Clemens August von Galen; allerdings erreichte Berning damit in den Augen Süß’ keinerlei öffentliche Wirksamkeit. Die Silvesterpredigt am 31. Dezember 1941 brachte Berning in Konflikt mit Göring. Als Preußischer Staatsrat verhandelte Berning bis 1943 oft, jedoch meist ergebnislos mit der Reichsregierung, um einzelnen bedrängten Menschen zu helfen, darunter dem früheren SPD-Reichstagsabgeordneten Julius Leber (siehe auch Lübecker Märtyrer, Brasil-Aktion, Kurt Mathias von Leers, Bernhard Schwentner).

### Nachkriegszeit

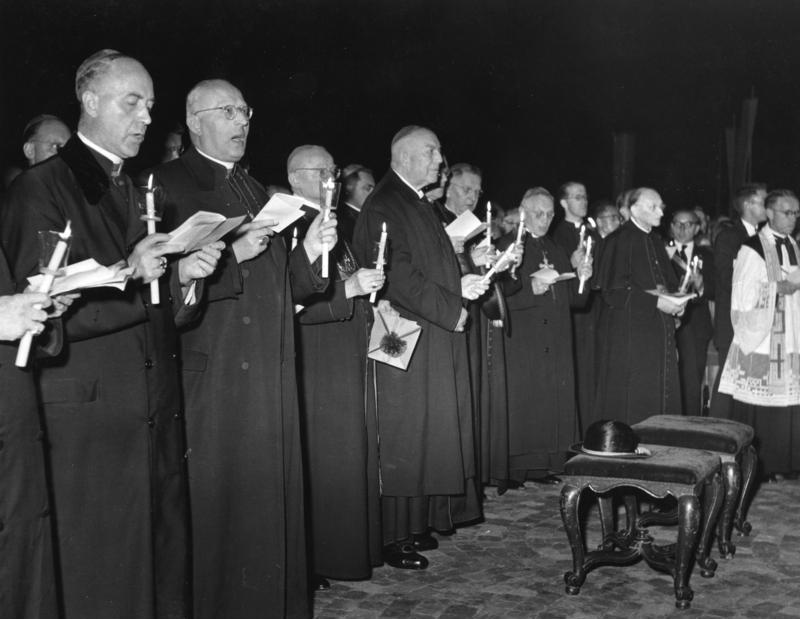
Berning (4. von links) beim 76. Deutschen Katholikentag 1954 in Fulda

Nach dem Zweiten Weltkrieg äußerte sich Berning nicht zu seiner Rolle im Dritten Reich. 1949 wurde Berning von Papst Pius XII. mit dem persönlichen Titel Erzbischof geehrt. In der Nachkriegszeit setzte sich Berning für die Integration der Vertriebenen ein. Er wurde Ehrenbürger Meppens 1950 und Osnabrücks 1952 und fand seine letzte Ruhestätte in der Marienkapelle (Bischofsgrablege) im Chorumgang des Osnabrücker Domes.

## Nachleben
Bernings Haltung zum NS-Regime ist Gegenstand postumer politischer und historiographischer Debatten. Wie Klemens-August Recker schreibt, sei Bernings Verhalten bis in die 1970er Jahre nicht umstritten gewesen; erst mit einer Ausstellung zu Osnabrücks 1200-Jahr-Feier 1980 sei seine Rolle zunehmend kritisch hinterfragt worden. 1994 setzten sich die Grünen im Osnabrücker Stadtrat dafür ein, eine nach Berning benannte Straße umzubenennen, denn er habe „mit den Nazis kooperiert, von innerem Widerstand kann bei ihm keine Rede sein.“ Daraufhin erwirkte der Stadtrat einen Beschluss, Bernings Stellung zum NS-Regime historisch aufarbeiten zu lassen, was durch den Osnabrücker Theologen und Oberstudienrat Klemens-August Recker geschah. Dieser legte 1998 eine Monographie zu Berning vor, die erstmals seine stenographisch aufgezeichneten Predigten auswertete und ein deutlich positives Bild zeichnete. Die Kritik an Berning und seine postume Reputation bezeichnete Recker 2010 als „eigentümliche Wissenschaftsfeindlichkeit“ und sah bei Bernings Kritikern eine „dichotomische Vorstellung vom ausschließlichen Täter“, während Reckers Herangehensweise und Deutung von anderen Wissenschaftlern kritisch gesehen wurde; so nannte der Soziologe Bernhard Haupert sein Werk „wenig textkritisch“, Recker werbe parteinehmend um Verständnis für Berning und verbleibe in „unkritischer Beschreibung“ statt Analyse. Zum 100. Jahrestag der Bischofswahl Bernings legte Recker 2014 eine „knapp und bewusst allgemeinverständlich verfasste Biografie“ vor.

## Schriften
- Die Einsetzung der heiligen Eucharistie in ihrer ursprünglichen Form nach den Berichten des neuen Testamentes. Ein Beitrag zur Evangelienforschung. Aschendorff, Münster 1901.
- Eucharistischer Kongress in Sidney. In: Lingener Volksbote Nr. 164 vom 13. November 1928.
- Katholische Kirche und deutsches Volkstum. In: Deutsche Akademie (Hrsg.): Das Neue Reich. Callwey, München 1934.
- Katholische Glaubenslehre. Osnabrück 1941.
- Der Hirtenbrief des Osnabrücker Bischofs vom 20. September 1945. In: Jahrbuch des Emsländischen Heimatbundes. Bd. 22, 1976, S. 25–26.
- Erinnerungen aus meinem Leben. In: Kirchenbote. Wochenzeitung für das Bistum Osnabrück. Jg. 1977, Ausgaben 14 bis 21.